# Aeschynanthus ceylanicus
Aeschynanthus ceylanicus är en tvåhjärtbladig växtart som beskrevs av George Gardner. Aeschynanthus ceylanicus ingår i släktet Aeschynanthus och familjen Gesneriaceae. Inga underarter finns listade i Catalogue of Life.